# Carmelo Cassati
Carmelo Cassati (Tricase, 6 aprile 1924 – Tricase, 4 febbraio 2017) è stato un arcivescovo cattolico italiano.

## Biografia
Nasce a Tricase, in provincia di Lecce e diocesi di Ugento (oggi Ugento-Santa Maria di Leuca), il 6 aprile 1924. Frequenta gli studi nei seminari dei Missionari del Sacro Cuore di Gesù: i corsi ginnasiali, presso il seminario di Narni e gli studi successivi a Roma ove consegue la licenza presso la Pontificia Università Gregoriana. Ad Ottawa consegue successivamente la licenza in diritto canonico.
Svolge il noviziato ad Agrano, frazione di Omegna. Il 28 settembre 1942 emette i voti perpetui e il 17 dicembre 1949, a Roma, riceve l'ordinazione sacerdotale.

### Sacerdozio
Negli anni 1950-1951 è missionario a Pinheiro, in Brasile. Verso la fine del 1951 diviene segretario particolare dell'arcivescovo Giovanni Panico, (poi cardinale) suo concittadino. Seguì il presule nelle nunziature apostoliche di Lima (1951-1954), Ottawa (1954-1959) e Lisbona (1959-1962).
In qualità di esecutore testamentario del cardinale Panico si prodigò alla realizzazione, a Tricase, dell'ospedale generale provinciale a lui intitolato, gestito dalle suore marcelline. Nello stesso tempo fu collaboratore del cardinale Federico Callori di Vignale e segretario personale del cardinale Alfredo Ottaviani.
Nel 1967 ritorna in Brasile, in qualità di padre provinciale del suo ordine di appartenenza. In seguito diviene vicario generale di Alfonso Maria Ungarelli, M.S.C. vescovo titolare di Azura e prelato di Pinheiro.

### Episcopato
Il 27 aprile 1970 è eletto, da papa Paolo VI, alla chiesa titolare di Nova Germania e nominato vescovo ausiliare di Pinheiro. Il 28 giugno 1970 riceve, a Tricase, l'ordinazione episcopale dal cardinale Carlo Confalonieri, consacrante principale, e da Nicola Riezzo arcivescovo di Otranto e amministratore apostolico della diocesi di Ugento-Santa Maria di Leuca, e da Paul Marcinkus arcivescovo titolare, titolo personale, di Orta, co-consacranti.
Il 17 giugno 1975 è nominato prelato di Pinheiro. Il 12 febbraio 1979 papa Giovanni Paolo II lo trasferisce, per motivi di salute, alla guida della diocesi di Tricarico. Vi rimane fino al 7 settembre 1985, quando è trasferito alle diocesi di Lucera e San Severo.
Il 30 settembre 1986, in base alle disposizioni della Santa Sede riguardo al riordino delle diocesi italiane, rinuncia alla diocesi di Lucera, rimanendo vescovo di San Severo. Il 15 dicembre 1990 è promosso arcivescovo di Trani-Barletta-Bisceglie.
Il 13 novembre 1999, per raggiunti limiti d'età, rinuncia al governo pastorale dell'arcidiocesi. Ritiratosi a vita privata, fa ritorno a Tricase, ospite presso le strutture realizzate dalle suore marcelline.
Muore novantaduenne nell'ospedale di Tricase il 4 febbraio 2017.

## Genealogia episcopale
La genealogia episcopale è:
- Cardinale Scipione Rebiba
- Cardinale Giulio Antonio Santori
- Cardinale Girolamo Bernerio, O.P.
- Arcivescovo Galeazzo Sanvitale
- Cardinale Ludovico Ludovisi
- Cardinale Luigi Caetani
- Cardinale Ulderico Carpegna
- Cardinale Paluzzo Paluzzi Altieri degli Albertoni
- Papa Benedetto XIII
- Papa Benedetto XIV
- Papa Clemente XIII
- Cardinale Marcantonio Colonna
- Cardinale Giacinto Sigismondo Gerdil, B.
- Cardinale Giulio Maria della Somaglia
- Cardinale Carlo Odescalchi, S.I.
- Cardinale Costantino Patrizi Naro
- Cardinale Lucido Maria Parocchi
- Papa Pio X
- Papa Benedetto XV
- Papa Pio XII
- Cardinale Carlo Confalonieri
- Arcivescovo Carmelo Cassati, M.S.C.